# Bartomeu Rubí Catany
Fra Bartomeu Rubí Catany, nascut a Llucmajor, Mallorca, el 1705 i traspassat a Palma el 1774, fou un franciscà i lul·lista mallorquí.
Fra Bartomeu Rubí professà de franciscà al convent de Palma. Juntament amb d'altres vuit mallorquins fou enviat per l'Ajuntament de Palma a estudiar l'obra del beat Ramon Llull amb Ivo Salzinger, teòleg lul·lista alemany, a Magúncia, Renània. Mort Salzinger el 1728, fra Bartomeu Rubí tornà a Mallorca i l'orde li encarregà la defensa del beat. Escriví una dura resposta contra el manuscrit Las cinco piedras de David contra el Goliat arrogante o la verdad sin rebozo (1750) del dominic Sebastià Rubí que exposa l'oposició dels dominics als actes de culte i veneració donats a Ramon Llull. El 1769 fou elegit provincial dels franciscans.